# Глубокая (Коломыйский район)
Глубокая (укр. Глибока) — село в Отынийской поселковой общине Коломыйского района Ивано-Франковской области Украины.
Население по переписи 2001 года составляло 256 человек. Занимает площадь 3,117 км². Почтовый индекс — 78223. Телефонный код — 03433.